# Ahmed Bilal Shah
 (janvier 2022).
Pour les articles homonymes, voir Shah (homonymie).
Ahmed Bilal Shah (décédé le 25 juin 2021) est un médecin zimbabwéen-pakistanais et une personnalité de la télévision, présentateur sur ZBC TV (en).

## Carrière et parcours
Ahmed Bilal Shah est né au Pakistan. Il part au Zimbabwe en 1982 puis commence sa pratique médicale en 1987 en travaillant à l'hôpital Parirenyatwa. Il travaille ensuite dans les banlieues à forte densité de Harare et il est le premier médecin étranger à travailler dans les zones à forte densité du pays. Pendant cette période, Ahmed Shah va dans les écoles pour donner des conférences sur les bonnes pratiques de santé. Au début des années 90, il rencontre l'un des journalistes de la télévision zimbabwéenne, Reuben Barwe, qui organise sa première interview télévisée ZBC sur les questions de santé. À partir de là, une idée pour sa propre émission de télévision émerge. Il lance alors le programme You and Your Health sur ZBC TV qui est diffusé de 1992 à 2007. Dans son émission, il interviewe de nombreux médecins, dont le chirurgien sud-africain Christiaan Barnard, qui a effectué la première transplantation cardiaque humaine au monde en 1967.
Il présente également le segment Good Morning Zimbabwe Health Is Wealth de ZBC qui était diffusé tous les jeudis matin.
Le 25 juin 2021, Ahmed Shah est décédé de la COVID-19 à l'hôpital Parirenyatwa (en) de Harare, à l'âge de 67 ans.